# Alopecia
La alopecia (del griego alṓpēx) o calvicie es una pérdida anormal o rarefacción del cabello. Puede afectar al cuero cabelludo o a otras zonas de la piel
en las que existe pelo, entre ellas las pestañas, cejas, axilas, región genital y barba.
La alopecia puede clasificarse en multitud de grupos, según su origen y manifestaciones, pero la forma más frecuente es la alopecia androgénica, también llamada alopecia androgénetica o calvicie común, que es responsable del 95 % de los casos y afecta principalmente a los varones, menos a menudo a las mujeres, y debe su nombre a que está provocada por la acción de las hormonas masculinas o andrógenos sobre el folículo piloso, provocando su miniaturización progresiva.
Otras formas comunes de alopecia son la alopecia areata, en la que la pérdida del pelo no es definitiva y se circunscribe comúnmente a un área determinada; la alopecia universal, que es la forma extensa de la alopecia areata, y la alopecia cicatricial, provocada por una destrucción del folículo piloso y es, por lo tanto, irreversible. Existen muchas variedades de alopecia de presentación menos frecuente que pueden estar originadas por causas genéticas, medicamentos, infecciones cutáneas, traumatismos, deficiencias nutritivas y ciertas enfermedades de la piel o generales.

## Etimología
El término alopecia fue descrito por el dermatólogo francés Raymond Sabouraud y deriva del griego alopex (zorro), debido a que este animal cambia de pelo dos veces al año.[cita requerida]

## Ciclo de crecimiento normal del pelo

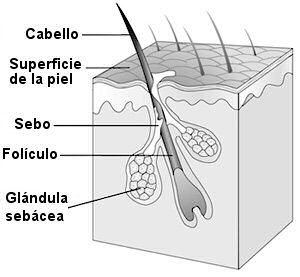
Estructura del cabello

El pelo humano presenta tres etapas en su desarrollo normal. La primera y más larga es la fase anágena o de crecimiento, que dura entre 2 y 6 años, durante la cual el pelo crece un centímetro al mes por término medio; le sigue la fase catágena o de reposo, que dura unos 20 días; y, por último, la fase telógena o de caída, período que dura alrededor de 3 meses. Por término medio en un día se pierden alrededor de 70-100 cabellos, que en condiciones normales van siendo sustituidos por otros nuevos que genera el folículo piloso.
Cada cabello crece de un folículo piloso, y cada folículo piloso sigue su propio ciclo, que es independiente de los que están a su alrededor. Por ello, en un momento determinado, cada cabello se encuentra en una fase diferente de su ciclo de vida. En el cuero cabelludo de una persona sin alopecia existen entre 100.000 y 150.000 cabellos, de los que un 85% están en fase anágena o período de crecimiento, un 1-2% en catágena o fase de reposo y un 13-14% en fase telógena o de caída.

## Clasificación
Debido a que las enfermedades que pueden producir alopecias son múltiples, es importante en dermatología establecer una clasificación de las mismas para facilitar su diagnóstico y tratamiento. En general, las alopecias se dividen en 2 grandes grupos: alopecias cicatriciales y alopecias no cicatriciales. En las alopecias no cicatriciales que constituyen la inmensa mayoría de los casos, el pelo se pierde, pero el folículo piloso que lo produce está intacto, por lo que son potencialmente reversibles y es posible la recuperación con algún tratamiento. En cambio, en las alopecias cicatriciales tiene lugar la destrucción del folículo piloso por algún mecanismo, bien de tipo inflamatorio, infeccioso o traumático, y en consecuencia, la pérdida de pelo es irreversible. Algunas enfermedades crónicas del cuero cabelludo pueden provocar en una primera fase alopecia no cicatricial y después de un período de evolución más o menos largo, ésta se convierte en cicatricial.
 Las alopecias no cicatriciales más frecuentes son la alopecia androgénica o calvicie común, la alopecia areata, el efluvio telógeno y algunos tipos de tinea capitis que son infecciones por hongos que afectan al cuero cabelludo. 
Las alopecias cicatriciales son poco frecuentes, pueden ser congénitas, como la aplasia cutis congénita, provocadas por ciertos agentes infecciosos, como en el caso del favus, la lepra o el querion de Celso, originadas por tumores malignos que afectan al cuero cabelludo o debidas a otras enfermedades de la piel o generales, como el lupus eritematoso cutáneo, la esclerodermia, el liquen plano, la pseudopelada de Brocq y la foliculitis decalvante. 
Otra forma de realizar la clasificación es basándose en su extensión, si afectan a una región concreta se llama alopecia circunscrita, mientras que si la afectación es más general, se denomina alopecia difusa. También pueden dividirse en alopecias congénitas cuando se deben a algún trastorno presente desde el momento del nacimiento y adquiridas cuando se desarrollan en la vida adulta. Basándose en la causa, se clasifican como hereditarias, de origen infeccioso, tumorales, por dermatosis, por enfermedades generales y de causa traumática.

### Alopecias no cicatriciales
En las alopecias no cicatriciales el folículo piloso no se destruye, aunque presente otros cambios funcionales.

#### Alopecia androgénica

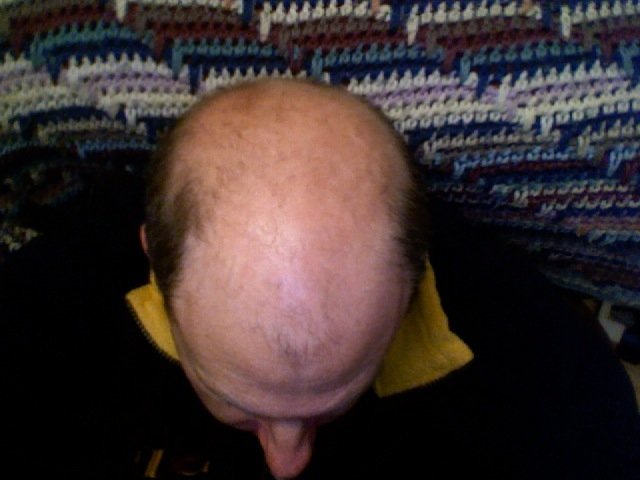
Alopecia androgénica de patrón masculino

La alopecia androgénica, también llamada alopecia androgenética, alopecia común o calvicie común, es la forma más habitual de alopecia, correspondiendo al 95% de los casos.
Afecta principalmente al hombre, pero también a la mujer, siendo más frecuente en la raza blanca. Se calcula que a los 50 años, la presenta con mayor o menor intensidad el 55% de los hombres y alrededor del 10% de las mujeres de esa raza. En su etiología hay que destacar 2 factores, el genético y el hormonal; aunque existe un componente hereditario, no se conoce el gen responsable, pues se trata de una herencia poligénica dominante, el factor hormonal depende fundamentalmente de las hormonas masculinas o andrógenos que actúan sobre los folículos pilosos predispuestos genéticamente a la afección, provocando su miniaturización progresiva hasta ocasionar su atrofia completa y fibrosis.
Existen dos patrones de afectación, el masculino con pérdida de pelo localizada principalmente en las zonas frontal y parietal que se manifiesta inicialmente por el retraso progresivo de la línea de implantación anterior del pelo, lo que se conoce habitualmente como entradas, con afectación más tardía de la región del vértex o coronilla. En el patrón femenino, la pérdida de cabello es difusa, no se producen zonas de calvicie total y queda respetada la línea de implantación anterior, es decir no existen entradas.
En relación con el tratamiento, sólo existen 2 medicamentos que hayan probado en estudios científicos su eficacia, el minoxidil que se aplica en forma de solución sobre la piel y el finasteride que actúa bloqueando la producción de andrógenos y se administra por vía oral en forma de comprimidos. Ambos tienen eficacia limitada.

#### Alopecia traumática

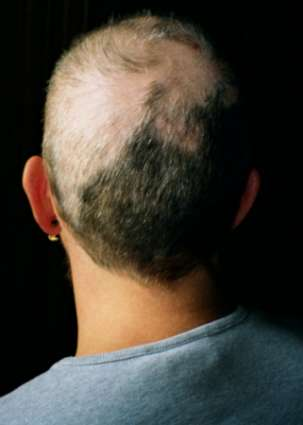
Perdida importante de cabello por tricotilomania

Son todas aquellas producidas por traumatismos físicos. Las más habituales están provocadas por someter el cabello a tracciones repetidas o peinados tensos como trenzas, moños, etc. Se distinguen varias posibilidades según el mecanismo causante.
- Tracción. Provocadas por someter el cabello a una tracción constante, es característica de ciertos peinados, como moños, trenzas etc.
- Presión. Originada por el roce constante, por ejemplo en los bebes por el contacto continuado del cuero cabelludo con la almohada.
- Tricotilomanía. Consiste en el hábito nervioso de arrancarse pelo, provocando placas de alopecia o calvas de diferentes tamaños.[8]

#### Alopecia areata

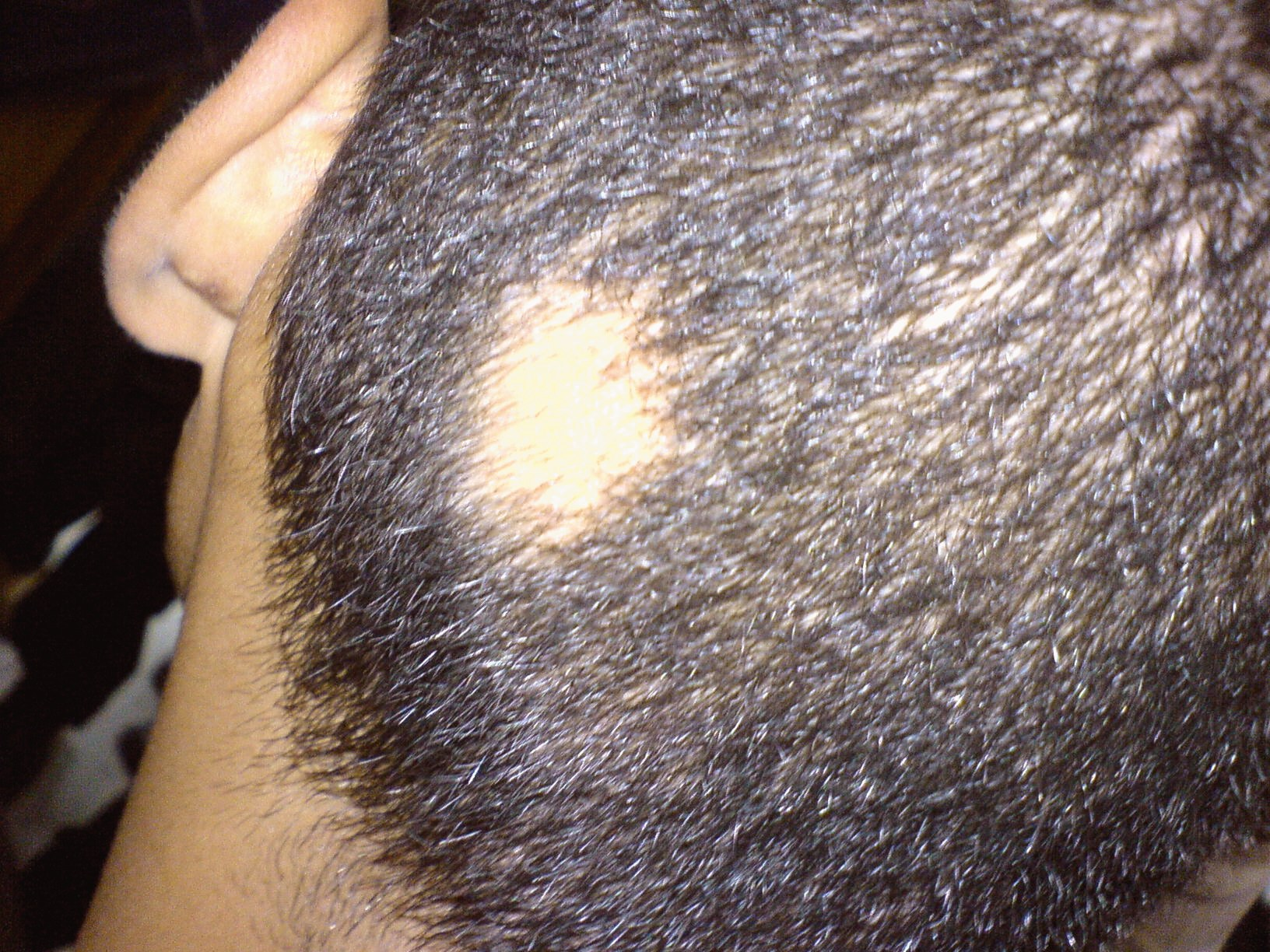
Alopecia areata

Es un tipo de caída del cabello que ocasiona parches redondos. En muchos casos esta condición solo afecta un punto (Alopecia areata monolocularis) y suele curarse de forma espontánea, pero también puede extenderse a toda la cabeza (alopecia areata total) o al cuerpo en su totalidad (alopecia universal). Los folículos pilosos no quedan destruidos con esta enfermedad, por lo que el pelo suele volver a crecer, si bien es cierto que son muy frecuentes las recidivas o recaídas en pacientes que la han sufrido alguna vez.
Las causas que la provocan no se conocen con seguridad, pero se sabe que están implicados factores genéticos y procesos autoinmunes. Los genes implicados también están asociados a otras enfermedades autoinmunes, tales como la enfermedad celíaca, la diabetes mellitus tipo 1 y la artritis reumatoide.
El tratamiento suele consistir en productos tópicos con minoxidil al 2% o 5%, corticosteroides, antralina o terapias combinadas. Cuando las lesiones son extensas, a los anteriores se pueden sumar otros tratamientos, tales como corticosteroides por vía oral o inmunosupresores. La alopecia areata puede ser la única manifestación de una enfermedad celíaca.
No se debe confundir con la tiña, ya que en este caso es una infección fungosa y además en este caso la piel de las calvas aparece inflamada, con ronchas o costras y se acompaña de un intenso prurito.

#### Alopecia difusa
La alopecia difusa consiste en una pérdida de cabello más o menos intensa, aguda o crónica, pero reversible y no localizada en una determinada porción del cuero cabelludo. Se engloba en esta denominación varios tipos de alopecia que pueden corresponder a diversas causas. Se distinguen las siguientes modalidades:
- Efluvio anagénico agudo. Se produce una pérdida difusa y brusca de cabello que tiene lugar unos días después del factor que la ha provocado y afecta hasta el 90% del cabello. Algunas de las causas más representativas son el hipotiroidismo, la desnutrición, el escorbuto y la administración de agentes citostáticos para el tratamiento del cáncer. Si el agente causal se elimina, el pelo vuelve a crecer normalmente en un corto período de tiempo, pues la fase de anagén solamente se habrá interrumpido transitoriamente.
- Efluvio anagénico crónico. La causa más frecuente es el síndrome del cabello anágeno suelto, en esta enfermedad el pelo se desprende fácilmente ante la menor tracción cuando se encuentra en fase anágena, es decir en período de crecimiento.
- Efluvio telogénico agudo. Es la variedad más frecuente y de mayor importancia, se produce debido a que muchos cabellos entran en la fase telógena simultáneamente. La pérdida de cabello tiene lugar entre 2 y 4 meses después del factor desencadenante y afecta a menos del 25% del total, perdiéndose entre 100 y 1000 cabellos al día. Se produce por ejemplo tras el parto, debido a un pase retrasado de la fase anágeno a telógeno (alopecia postparto); también después de enfermedades graves, procesos febriles, estrés o pérdidas importantes de peso.
- Efluvio telogénico crónico. Se manifiesta como pérdida de cabello difusa y transitoria que frecuentemente tiene carácter estacional y afecta preferentemente a mujeres entre 30 y 60 años.
- Otras alopecias difusas. Se incluye en este apartado una forma especial de alopecia areata denominada alopecia areata difusa o incógnita.[12][13]

#### Síndromes hereditarios
- Atriquia congénita. Recibe este nombre la falta de formación de los folículos pilosos, lo que ocasiona ausencia de pelo desde el nacimiento. Puede ser total o estar localizada en alguna porción del cuero cabelludo. En ocasiones existen otras alteraciones de la piel asociadas.[14]
- Alopecia triangular temporal.
- Síndrome del cabello anágeno suelto.
- Displasia ectodérmica anhidrótica. Es una enfermedad hereditaria que se caracteriza por alopecia, escaso desarrollo dental( hipodoncia) e inexistencia de glándulas sudoríparas ecrinas (anhidrosis).
- Monilethrix. Es una rara enfermedad genética que afecta al pelo. Está causado por una mutación en los genes que codifican la queratina.
- Enfermedad de Menkes. El síndrome del cabello acerado o enfermedad de Menkes es un trastorno hereditario, causado por una alteración congénita en el metabolismo del cobre.
- Síndrome tricorrinofalángico. Enfermedad muy rara de origen genético que se caracteriza por cabello escaso, baja estatura, nariz deformada y falanges de manos y pies muy cortas (braquidactilia).[15]
- Hipoplasia cartílago cabello.
- Síndrome de Marinesco-Sjögren.

#### Alopecia de las enfermedades sistémicas
- De origen endocrino.
- De origen infeccioso.
- Lupus eritematoso sistémico.

#### Alopecia por drogas o fármacos
La vitamina A en grandes dosis, los citostáticos, antitiroideos, anticoagulates, el ácido valproico son capaces de producir alopecia. Cuando la droga se suspende, la alopecia desaparece. El yodo en altas dosis también puede producir alopecia.

### Alopecias cicatriciales
En las alopecias cicatriciales existe un daño, malformación o destrucción de los folículos pilosos, que puede ser debida a una enfermedad propia del folículo o independiente de él. Según su origen pueden dividirse en 5 grupos: Enfermedades hereditarias, de causa infecciosa, tumorales, dermatosis y síndromes clínicos decalvantes.

#### Por enfermedades hereditarias
- Aplasia cutis congénita
- Nevus epidérmico.
- Síndrome de Bloch-Sulzberger.
- Poroqueratosis de Mibelli.
- Ictiosis.
- Epidermólisis ampollosa.
- Enfermedad de Darier.

#### Por enfermedades infecciosas
Micóticas
- Querión de Celso
- Favus

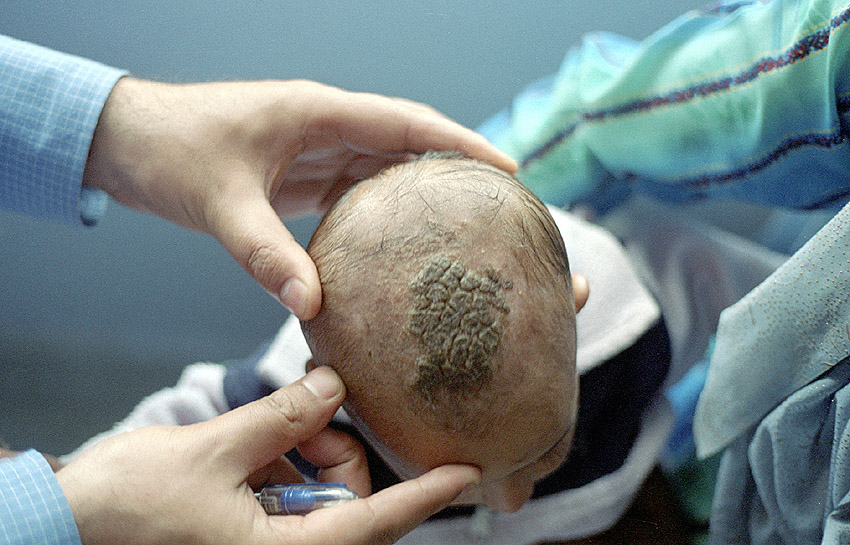
Alopecia cicatricial en un caso de favus

- Foliculitis candidiásica. Es un cuadro poco habitual, que se presenta sobre todo en personas adictas a la heroína, que se administran esta sustancia por vía intravenosa, o cuando existe inmunodeficiencia. Es una infección grave por candida albicans con afectación de los folículos pilosos de la barba y el cuero cabelludo, con formación de nódulos y abscesos.

Alopecias bacterianas
- Tuberculosis. En algunas formas de tuberculosis de la piel, pueden producirse en raras ocasiones zonas de alopecia.
- Sífilis. En el período secundario de la sífilis, tiene lugar con frecuencia una alopecia característica en parches de pequeño tamaño que no constituye alopecia cicatricial, ésta sin embargo, puede presentarse en la sífilis terciaria en la que se forman unas lesiones llamadas gomas, las cuales sí aparecen en el cuero cabelludo y causan alopecia permanente.
- Lepra. En la lepra, la alopecia afecta preferentemente a las cejas y barba, menos frecuentemente al cuero cabelludo.[17]
- Acné necrótico. Afecta a mujeres de mediana edad y se localiza de forma preferente en cara y nariz, provocando pequeñas necrosis que cicatrizan y producen zonas de alopecia. No es un verdadero acné a pesar de su nombre.[18]

Alopecias virales
- Herpes

Alopecias protozoarias
- La leishmaniasis cutánea, también llamada botón de oriente, puede provocar áreas de alopecia en el cuero cabelludo.

#### Por enfermedades neoplásicas
- Epitelioma basocelular
- Epitelioma espinocelular
- Linfomas
- Metástasis
- Tumores anexiales cutáneos. Son un grupo de tumores, tanto benignos como malignos, que derivan de los anexos cutáneos. Se dividen en tres grupos, según procedan de las glándulas sudoríparas, las glándulas sebáceas o los folículos pilosos. Uno de los más frecuentes es el tricoepitelioma.[19]

#### Por dermatosis
Se incluyen en este grupo un conjunto heterogéneo de enfermedades de la piel que pueden provocar alopecia cicatricial cuando afectan al cuero cabelludo.
- Liquen plano
- Liquen escleroso
- Síndrome de Graham-Little
- Lupus eritematoso cutáneo
- Esclerodermia
- Dermatomiositis
- Mucinosis folicular
- Sarcoidosis
- Necrobiosis lipoídica

#### Por síndromes clínicos decalvantes
- Alopecia frontal fibrosante
- Pseudopelada de Brocq. Trastorno poco frecuente de causa desconocida, en el que se presentan pequeñas áreas de alopecia cicatricial y por tanto irreversible, bien delimitadas del pelo normal circundante. Debe su nombre al dermatólogo francés Louis-Anne-Jean Brocq (1856-1928) que fue el primero en describirla.
- Foliculitis decalvante.
- Dermatitis pustulosa erosiva.[20]
- Alopecia parvimaculata. Es muy poco frecuente, se caracteriza por pequeñas zonas de alopecia con inflamación y atrofia de la piel, por lo que puede confundirse con la alopecia areata. Suele presentarse en la infancia, a veces en forma de pequeñas epidemias locales. Sin embargo, no se ha detectado ningún microorganismo que sea responsable de su aparición. Algunos autores consideran a la alopecia parvimaculata como una variedad de la pseudopelada de Brocq.